# Deuce Bigalow: Boski żigolo w Europie
Deuce Bigalow: Boski żigolo w Europie (ang. Deuce Bigalow: European Gigolo) – amerykański film komediowy z 2005 roku, sequel komedii Boski żigolo. W roli głównej wystąpił Rob Schneider, który za rolę w tym filmie dostał antynagrodę Złotą Malinę. Schneider, podobnie jak w pierwszej części, był również współscenarzystą filmu.
Zdjęcia kręcono w Amsterdamie i hiszpańskiej Andaluzji (Estepona w prowincji Malaga, San Roque w prowincji Kadyks).

## Obsada
- Rob Schneider jako Deuce Bigalow
- Eddie Griffin jako T.J. Hicks
- Til Schweiger jako Heinz Hummer
- Jeroen Krabbé jako Gaspar Voorsboch
- Douglas Sills(inne języki) jako Chadsworth Buckingham III
- Carlos Ponce jako Rodrigo
- Hanna Verboom(inne języki) jako Eva
- Alex Dimitriades jako Enzo Giarraputo
- Kostas Sommer jako Assapopoulos Mariolis
- Federico Dordei(inne języki) jako Mahmoud
- Oded Fehr jako Antoine Laconte
- Adam Sandler jako Javier Sandooski